# Holotrichapion
Holotrichapion – rodzaj chrząszczy z rodziny pędrusiowatych i podrodziny Apioninae.

## Morfologia
Chrząszcze o ciele długości od 1,7 do 3,3 mm. Ubarwienie mają matowo czarne lub metaliczne. Oskórek może być nagi, porośnięty włoskami mikroskopijnymi albo porośnięty normalnie wykształconymi włoskami (włosowatymi łuskami), czasem miejscami zagęszczonymi w łatki.
Głowę cechuje płaskie do lekko sklepionego, punktowane i drobno rowkowane czoło, wypukłe oczy i nie przekraczające połowy ich długości, a czasem niemal zanikłe kile podoczne. Ryjek jest zakrzywiony do prawie prostego; u samca jest między 1,2 a 1,4 raza dłuższy od przedplecza, pośrodku lekko rozszerzony, u samicy zaś między 1,3 a 2 razy dłuższy od przedplecza i pośrodku niemal nierozszerzony. Owalną do wrzecionowatej buławką zwieńczone czułki osadzone są w nasadowych 0,4–0,5 długości ryjka.
Przedplecze bywa prawie stożkowate, prawie walcowate, prawie kwadratowe lub prawie prostokątne, najszersze pośrodku lub w całej tylnej połowie równoległoboczne, o tylnej krawędzi prostej do przeciętnie mocno ku tarczce wysuniętej. Dołek przedtarczkowy jest podłużnie bruzdowaty. Tarczka jest mała, trójkątna, tak długa jak szeroka lub nieco dłuższa niż szersza, naga i niepunktowana. Półkuliste do podługowato-owalnych, najszersze za środkiem pokrywy mają wykształcone guzy barkowe, dwu- do trzykrotnie szerszych od rzędów międzyrzędy, a szczecinkę wyspecjalizowaną umieszczoną zawsze w tylnej ⅓ międzyrzędu siódmego, a czasem też na końcu międzyrzędu dziewiątego. Rozstaw bioder środkowej pary jest bardzo wąski. Wąski wyrostek śródpiersia jest przy połączeniu z wyrostkiem zapiersia zagłębiony. Odnóża mają pazurki stóp wyposażone w ząbek nasadowy. U samca golenie są nieuzbrojone.
Odwłok ma pierwszy z widocznych sternitów od 1,4 do 1,8 raza dłuższy niż następny; oba są słabo lub średnio sklepione, a szew między nimi słabiej zaznaczony pośrodku niż po bokach. Piąty z widocznych sternitów jest na tylnej krawędzi zaokrąglony u samicy i ścięty u samca. Wierzchołkowa krawędź pygidium u samca jest równomiernie zakrzywiona. Samcze genitalia mają wąskie, poprzeczne okienka oraz zrośnięte z wolnym pierścieniem, trapezowate prostegium.

## Ekologia i występowanie
Zarówno larwy, jak i postacie dorosłe są fitofagami bobowatych z plemion Trifolieae i Vicieae. Larwy są endofagiczne i przechodzą rozwój w łodygach, pąkach lub strąkach roślin. Niektóre indukują formowanie się galasów.
Rodzaj głównie palearktyczny, ale jeden z gatunków zawleczono nawet do krainy australijskiej. W Europie reprezentowany jest przez siedem gatunków, z których cztery wykazano z Polski (zobacz: pędrusiowate Polski). Osiem gatunków znanych jest z Azji, a sześć z Afryki Północnej, w tym jeden endemiczny dla Makaronezji.

## Taksonomia
Takson ten wprowadzony został w 1932 roku przez Hansa Wagnera w publikacji współautorstwa Alberta Winklera w randze podrodzaju w obrębie rodzaju Apion. Jedynym zaliczonym doń wówczas gatunkiem był Apion ononis, w związku z czym stanowi on typ nomenklatoryczny omawianego taksonu. Wagner nie podał jednak w 1932 roku żadnego opisu podrodzaju, stąd nazwa Holotrichapion stanowiła wówczas nomen nudum. Opis podał jako pierwszy w 1956 roku J. Győrffy na łamach „Fauna Hungarine”, w związku z czym to jego uznaje się autorem taksonu. W 1990 roku Miguel A. Alonso-Zarazaga wyniósł omawiany takson do rangi osobnego rodzaju oraz wprowadził jego podział na cztery podrodzaje.
Do rodzaju zalicza się cztery podrodzaje i jeden gatunek niesklasyfikowany w żadnym z nich:
- Holotrichapion (Apiops) Alonso-Zarazaga, 1990
- Holotrichapion (Holotrichapion) Györffy, 1956
- Holotrichapion (Legaricapion) Ehret, 1990
- Holotrichapion (Nesiapion) Alonso-Zarazaga, 1990
- incertae sedis
  - Holotrichapion splendidulum (Desbrochers des Loges, 1875)